# Брусник (Ивањица)
Брусник је насеље у Србији у општини Ивањица у Моравичком округу. Према попису из 2022. било је 186 становника (према попису из 1991. било је 489 становника).

## Демографија
У насељу Брусник живи 367 пунолетних становника, а просечна старост становништва износи 44,2 година (43,5 код мушкараца и 45,0 код жена). У насељу има 135 домаћинстава, а просечан број чланова по домаћинству је 3,23.
Ово насеље је у потпуности насељено Србима (према попису из 2002. године), а у последња три пописа, примећен је пад у броју становника.
|  |

| Демографија | Демографија | Демографија |
| Година      | Становника  | Становника  |
| ----------- | ----------- | ----------- |
| 1948.       | 827         |             |
| 1953.       | 882         |             |
| 1961.       | 916         |             |
| 1971.       | 846         |             |
| 1981.       | 644         |             |
| 1991.       | 489         | 487         |
| 2002.       | 436         | 438         |
| 2011.       | 353         |             |

| Етнички састав према попису из 2002.‍ | Етнички састав према попису из 2002.‍ | Етнички састав према попису из 2002.‍ | Етнички састав према попису из 2002.‍ | Етнички састав према попису из 2002.‍ |
| ------------------------------------ | ------------------------------------ | ------------------------------------ | ------------------------------------ | ------------------------------------ |
|                                      |                                      |                                      |                                      |                                      |
| Срби                                 | Срби                                 |                                      | 436                                  | 100,0%                               |
| непознато                            | непознато                            |                                      | 0                                    | 0,0%                                 |

| Година пописа     | 1948. | 1953. | 1961. | 1971. | 1981. | 1991. | 2002. |
| ----------------- | ----- | ----- | ----- | ----- | ----- | ----- | ----- |
| Број домаћинстава | 131   | 136   | 141   | 153   | 145   | 142   | 135   |

| Број чланова      | 1  | 2  | 3  | 4  | 5 | 6  | 7  | 8 | 9 | 10 и више | Просек |
| ----------------- | -- | -- | -- | -- | - | -- | -- | - | - | --------- | ------ |
| Број домаћинстава | 21 | 46 | 18 | 20 | 6 | 11 | 12 | 0 | 1 | 0         | 3,23   |

| Пол    | Укупно | Неожењен/Неудата | Ожењен/Удата | Удовац/Удовица | Разведен/Разведена | Непознато |
| ------ | ------ | ---------------- | ------------ | -------------- | ------------------ | --------- |
| Мушки  | 198    | 56               | 126          | 13             | 3                  | 0         |
| Женски | 177    | 22               | 125          | 28             | 1                  | 1         |
| УКУПНО | 375    | 78               | 251          | 41             | 4                  | 1         |

| Пол    | Укупно                    | Пољопривреда, лов и шумарство | Рибарство                            | Вађење руде и камена | Прерађивачка индустрија       |
| ------ | ------------------------- | ----------------------------- | ------------------------------------ | -------------------- | ----------------------------- |
| Мушки  | 144                       | 136                           | 0                                    | 0                    | 2                             |
| Женски | 99                        | 94                            | 0                                    | 0                    | 0                             |
| УКУПНО | 243                       | 230                           | 0                                    | 0                    | 2                             |
| Пол    | Производња и снабдевање   | Грађевинарство                | Трговина                             | Хотели и ресторани   | Саобраћај, складиштење и везе |
| Мушки  | 0                         | 1                             | 3                                    | 0                    | 1                             |
| Женски | 0                         | 0                             | 2                                    | 0                    | 0                             |
| УКУПНО | 0                         | 1                             | 5                                    | 0                    | 1                             |
| Пол    | Финансијско посредовање   | Некретнине                    | Државна управа и одбрана             | Образовање           | Здравствени и социјални рад   |
| Мушки  | 0                         | 0                             | 0                                    | 1                    | 0                             |
| Женски | 0                         | 0                             | 0                                    | 3                    | 0                             |
| УКУПНО | 0                         | 0                             | 0                                    | 4                    | 0                             |
| Пол    | Остале услужне активности | Приватна домаћинства          | Екстериторијалне организације и тела | Непознато            | Непознато                     |
| Мушки  | 0                         | 0                             | 0                                    | 0                    | 0                             |
| Женски | 0                         | 0                             | 0                                    | 0                    | 0                             |
| УКУПНО | 0                         | 0                             | 0                                    | 0                    | 0                             |